# Battus polydamas

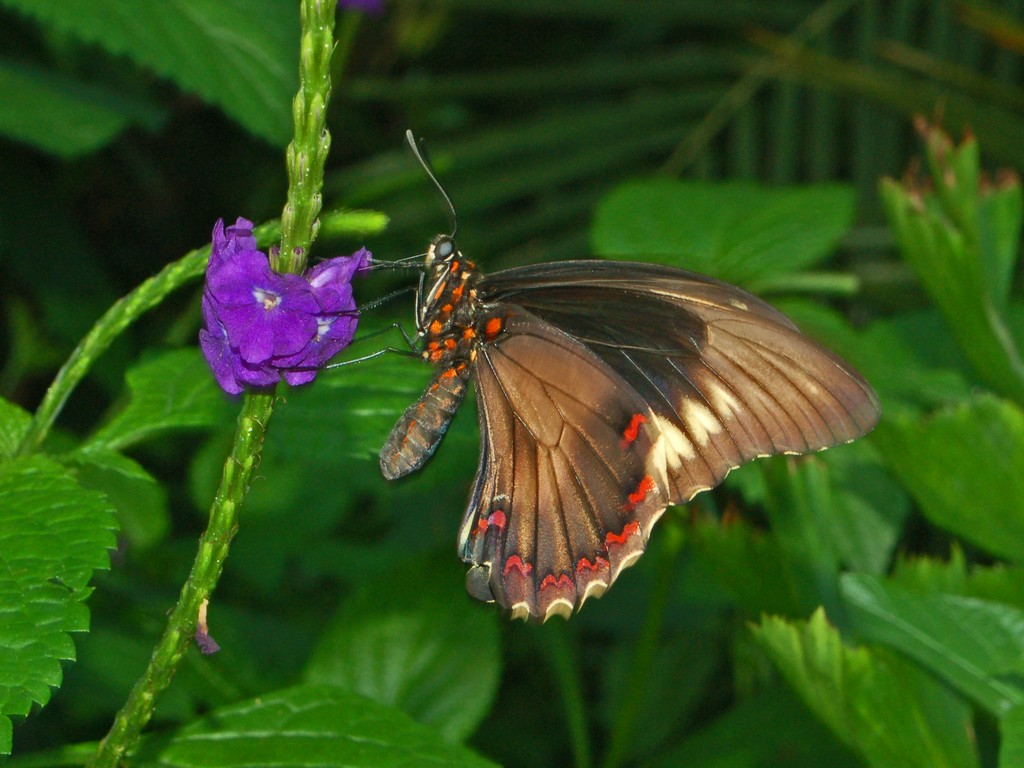
Unterseite

Battus polydamas, zuweilen auch Polydamas-Schwalbenschwanz oder Goldrandsegler genannt, ist ein Schmetterling aus der Familie der Ritterfalter (Papilionidae) der Unterfamilie der Schwalbenschwänze (Papilioninae). Diese Art kommt regional in sehr vielen Unterarten vor.

## Merkmale

### Falter
Die Flügelspannweite der Falter beträgt 90 bis 120 Millimeter. Auf Oberseite sowohl der Vorderflügel als auch der Hinterflügel weist diese Art gelbe oder golden schimmernde Bänder auf, die nahe dem Flügelrand verlaufen. Im englischen Sprachgebrauch wird sie deshalb als Golden Rim (Goldrand) bezeichnet. Die Falter sind dadurch unverwechselbar. Die Hinterflügel haben einen gezahnten Außenrand und sind in der Grundfarbe dunkel bis fast schwarz, oft mit grünlichem Schimmer. Die dunklen Unterseiten der Hinterflügel besitzen eine Reihe roter Flecken die kurven- oder sichelförmig angeordnet sind. Männliche und weibliche Exemplare sind sich sehr ähnlich und schwer zu unterscheiden. Allen Faltern dieser Art fehlen an den Hinterflügeln schwanzförmige Anhänge. Der Körper ist schwarz mit vereinzelten orangeroten Punkten oder Flecken sowie einem gleichfarbigen Band seitlich entlang des Abdomens.

### Ei
Die Eier sind gelb-braun bis grün-orange und werden in kleinen Gruppen von 10 bis 14 Stück an den Nahrungspflanzen der Raupen abgelegt.

### Raupe
Die Raupen variieren farblich sehr stark und sind gelblich, bräunlich, rötlich, zumeist aber schwärzlich. Der Körper ist mit schwarzen Streifen und kleinen fleischigen orangefarbenen Höckern versehen.

### Puppe
Die Puppe hat eine braune Farbe, ist zuweilen leicht grünlich marmoriert und besitzt außerdem eine stark gekrümmte Form, einen sehr breiten Mittelteil, einen spitzen Höcker hinter dem Kopf sowie zwei kleine Hörner am Kopf.

## Verbreitung und Vorkommen
Die Art besiedelt die südlichen Bundesstaaten der USA sowie Teile Mittel- und Südamerikas und der Karibik.

## Lebensraum
Battus polydamas bevorzugt waldreiche Gebiete, kommt aber auch in Stadtgärten und Parks vor und hält sich gerne in Baumwipfeln auf.

## Verhalten und Lebensweise
In ihrem nördlichen Verbreitungsgebiet bildet die Art drei Generationen pro Jahr aus, südlich ist sie ganzjährig anzutreffen. Der Falter sind schnelle und leistungsfähige Flieger. Sie besuchen zur Nektaraufnahme die Blüten von Wandelröschen (Lantana), Hibiskus (Hibiscus) und Flammenbäumen (Delonix regia). Die Falter sitzen zuweilen am Boden und nehmen Flüssigkeit und Mineralstoffe an feuchten Erdstellen auf. Junge Raupen leben gesellig, bilden aber keine versponnenen Nester, ältere leben einzeln. Die Raupe ernährt sich vorwiegend von den Blättern von Osterluzeigewächsen (Aristolochiaceae), was sie wegen deren giftigen Bestandteilen ebenso wie auch Falter und Puppe für Fressfeinde ungenießbar macht. Die Puppen der letzten Generation im Norden überwintern.

## Unterarten
- Battus polydamas polydamas (Linné, 1758) – (Tropisches Südamerika)
- †Battus polydamas antiquus (Rothschild & Jordan, 1906) – Antigua.[5]
- Battus polydamas atahualpa Racheli & Pischedda, 1987 – Peru
- Battus polydamas cebriones (Dalman, 1823)
- Battus polydamas christopheranus (Hall, 1936) – St. Kitts[5]
- Battus polydamas cubensis (Dufrane, 1946) – Kuba.
- Battus polydamas dominicus (Rothschild & Jordan, 1906) – Dominikanische Republik
- Battus polydamas grenadensis (Hall, 1930) – Grenada[5]
- Battus polydamas jamaicensis (Rothschild & Jordan, 1906) – Jamaika
- Battus polydamas lucayus (Rothschild & Jordan, 1906) – Bahamas
- Battus polydamas lucianus (Rothschild & Jordan, 1906) – St. Lucia
- Battus polydamas neodamas (Lucas, 1852) – Guadeloupe
- Battus polydamas peruanus (Fuchs, 1954) – Peru
- Battus polydamas polycrates (Hopffer, 1865) – Haïti, Dominikanische Republik und wahrscheinlich Puerto Rico.[5]
- Battus polydamas psittacus (Molina, 1782) – Argentinien
- Battus polydamas renani Lamas, 1998 – Peru
- Battus polydamas streckerianus (Honrath, 1884) – Peru
- Battus polydamas thyamus (Rothschild & Jordan, 1906) – Puerto Rico, Jungferninseln, Saint Thomas[5]
- Battus polydamas vincentius (Rothschild & Jordan, 1906) – St. Vincent mit bläulich-weiß geflecktem Band[6]
- Battus polydamas xenodamas (Hübner, 1825) – Martinique ähnelt B. p. vicentius, ist an der Unterseite der Hinterflügel im Allgemeinen grauer[5]
- Battus polydamas weyrauchi Lamas, 1998 – Peru

## Gefährdung
Die Art ist gebietsweise recht häufig, weit verbreitet und deshalb nicht gefährdet. Sie tritt als eine der häufigsten Ritterfalter in ihrem Verbreitungsgebiet auf. Als Kulturfolger scheint er sich zusammen mit der Ausbreitung des Menschen immer weiter zu verbreiten.